# Anne Dudley
Pour les articles homonymes, voir Dudley (homonymie).
Anne Dudley, née le 7 mai 1956 à Chatham dans le Kent en Angleterre, est une compositrice anglaise de musique orchestrale et une artiste de musique pop. Elle est membre fondatrice du groupe The Art of Noise avec Trevor Horn. Elle collabora à divers projets, avec Jaz Coleman, David Gilmour, ou encore en tant qu'arrangeur pour Electronic. En 1998, Elle a reçu l'Oscar de la meilleure musique de film pour The Full Monty.

## Filmographie

### Cinéma
- 1987 : Disorderlies de Michael Schultz
- 1987 : Hiding Out de Bob Giraldi
- 1988 : Buster de David Green (en)
- 1989 : The Mighty Quinn de Carl Schenkel
- 1989 : Un monde pour nous (Say Anything...) de Cameron Crowe
- 1989 : Silence Like Glass (Zwei Frauen) de Carl Schenkel
- 1990 : Wilt (en) de Michael Tuchner
- 1991 : L'Étrangère (The Miracle) de Neil Jordan
- 1991 : The Pope Must Die (en) de Peter Richardson
- 1992 : Face à face (Knight Moves) de Carl Schenkel
- 1992 : The Crying Game de Neil Jordan
- 1994 : Felidae de Michael Schaack
- 1995 : The Grotesque (en) de John-Paul Davison
- 1996 : Jimmy de Maria Giese
- 1996 : Une vie normale (Hollow Reed) d'Angela Pope
- 1997 : The Full Monty de Peter Cattaneo - Oscar de la Meilleure partition originale pour un film musical ou une comédie
- 1998 : The Sadness of Sex de Rupert Wainwright
- 1998 : American History X de Tony Kaye
- 1999 : Les Aiguilleurs (Pushing Tin) de Mike Newell
- 2000 : Il était une fois Jésus (The Miracle Maker) de Derek Hayes et Stanislav Sokolov
- 2001 : Tabloid de David Blair
- 2001 : Monkeybone d'Henry Selick
- 2001 : Lucky Break de Peter Cattaneo
- 2002 : Les Témoins (The Gathering) de Brian Gilbert
- 2003 : Un homme à part (A man apart) de F. Gary Gray
- 2003 : Bright Young Things de Stephen Fry
- 2006 : Tristan et Yseult (Tristan & Isolde) de Kevin Reynolds
- 2006 : Perfect Creature de Leo Gregory
- 2006 : Black Book (Zwartboek) de Paul Verhoeven
- 2007 : The Walker de Paul Schrader
- 2008 : Mamma Mia!  de Phyllida Lloyd (partitions instrumentales uniquement)
- 2012 : Les Misérables de Tom Hooper
- 2014 : Je t'aime à l'italienne de Max Giwa et Dania Pasquini
- 2016 : Elle de Paul Verhoeven
- 2016 : Away de David Blair
- 2018 : Mamma Mia! Here We Go Again d'Ol Parker (partitions instrumentales uniquement)
- 2019 : Le Coup du siècle (The Hustle) de Chris Addison
- 2021 : Benedetta de Paul Verhoeven

### Télévision

#### Séries télévisées
- 1989 : Rory Bremner
- 1990-1993 : Jeeves and Wooster (23 épisodes)
- 1994 : Anna Lee
- 1995 : Kavanagh QC (4 épisodes)
- 1997 : Crime Traveller (8 épisodes)
- 2000 : Le Dixième Royaume (The 10th Kingdom) (mini-série) (5 épisodes)
- 2003 : The Key
- 2008-2009 : Scotland Yard, crimes sur la Tamise (Trial & Retribution) (7 épisodes)
- 2011 : Inspecteur George Gently ((Inspector George Gently) (1 épisode)
- 2013 : Breathless (6 épisodes)
- Depuis 2015- : Poldark (19 épisodes)

#### Téléfilms
- 2000 : Donovan Quick
- 2001 : The Human Body
- 2005 : Whatever Love Means
- 2006 : Lake of Fire (documentaire)
- 2008 : The Commander: Abduction
- 2015 : Ruby Robinson
- 2016 : Billionaire Boy

## Participations
- Oleta Adams : Circle of One, 1991
- Marc Almond : Tenement Symphony
- The Associates : Wild and Lonely
- Rick Astley : Free
- B*Witched : Awake and Breathe
- Chris Botti : Slowing Down the World
- Boyzone : A Different Beat
- Cher : It's a Man's World
- Petula Clark : chanson La Vie en Rose
- Lloyd Cole and the Commotions : Rattlesnakes
- Andrea Corr : Ten Feet High
- Cathy Dennis : Move to This, Into the Skyline
- Electronic : Getting Away with It, single, 1990
- Frankie Goes to Hollywood : Welcome to the Pleasuredome, Two Tribes et The Power of Love
- David Gilmour : About Face, 1984
- Elton John : The Big Picture
- Martyn Joseph : Being There
- Kingmaker : Sleepwalking
- Annie Lennox : Medusa, album, 1995
- Virginia MacNaughton : The Music
- Paul McCartney : Press to Play, Give My Regards to Broad Street
- Malcolm McLaren : Duck Rock
- Mecano : Descanso Dominical, album
- The Men They Couldn't Hang : A Map of Morocco, single
- George Michael : Careless Whisper, single
- Liza Minnelli : Results, 1989
- The Moody Blues : Greatest Hits
- Moist : Gasoline, single
- Jimmy Nail : Crocodile Shoes, 1994
- The Painted Word : Lovelife
- OMD : Universal
- Pet Shop Boys : Very
- Pulp : Different Class, This is Hardcore
- Rialto : Monday Morning 5:19, single
- Frances Ruffelle : Stranger to the Rain, single
- S Club : 7 album, 2000
- Scarlet : Naked
- Seal : Seal, Seal II et Human Being
- Siphiwo : Hope
- Wendy Stark : Stark
- Rod Stewart : A Spanner in the Works, If We Fall in Love Tonight et le single Downtown Train
- Suggs : The Lone Ranger
- Travis : More Than Us, EP
- Tina Turner : Wildest Dreams, album
- Wet Wet Wet : Holding Back the River, album (arrive en seconde position du classement albums du Royaume-Uni en 1989)
- Wham! : Everything She Wants, single, et Young Guns (Go for It), single
- Robbie Williams : Reality Killed the Video Star, album
- Will Young : Leave Right Now, single, 2003, Friday's Child, 2004

## Vidéographie
- 2009 : Bill Bailey's Remarkable Guide to the Orchestra (DVD) : direction de l'Orchestre de concert de la BBC (en), enregistrement live au Royal Albert Hall, Londres.

## Discographie solo
- Buster (1988)
- Songs From the Victorious City (1990, collaboration avec Jaz Coleman)
- The World of Jeeves & Wooster (1991, album tiré de la musique composée pour la série télévisée Jeeves and Wooster)
- The Pope Must Die (1991)
- The Crying Game (1992)
- Felidae (1994)
- Gentlemen Don't Eat Poets (1995)
- American History X (1998)
- Ancient and Modern (1999)
- Pushing Tin (1999)
- The 10th Kingdom (2000)
- A Different Light (2001)
- Monkeybone (2001)
- Seriously Chilled (2003)
- Tristan & Isolde (2006)
- Black Book (2006)

## The Art of Noise
- Who's Afraid of the Art of Noise?
- In Visible Silence
- In No Sense? Nonsense!
- Below the Waste
- The Seduction of Claude Debussy

## Récompenses
- 1998 : Oscar de la meilleure musique de film pour The Full Monty.
- 2017 : lauréate de la 11e édition du prix France Musique-Sacem de la musique de film pour Elle, film de Paul Verhoeven[1].

## Nominations
- 2017 : César de la meilleure musique originale pour Elle